# J. Schmalz

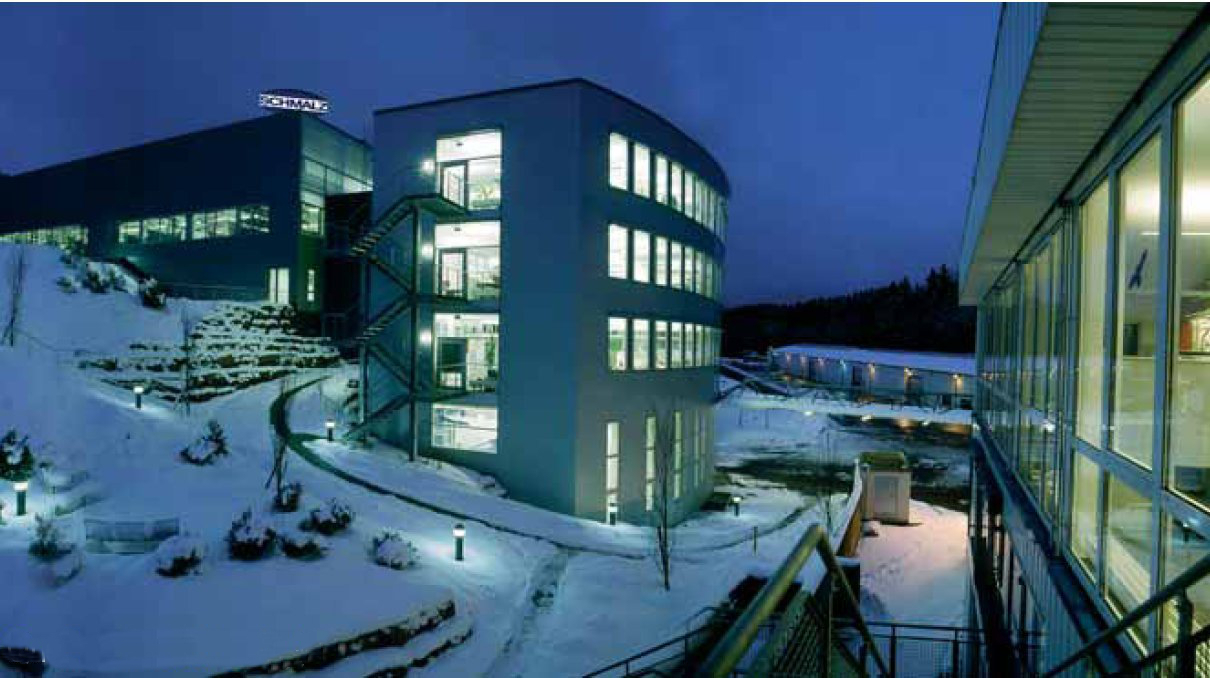
Kantoor

J. Schmalz is een Duitse machinefabrikant.
Het bedrijf begon in 1910 als scheermesfabriek in Glatten, in het Zwarte Woud. In de loop der jaren veranderde het productprogramma van scheermesjes en later transportsystemen, in vacuümcomponenten, vacuüm-handlingsystemen, vacuüm-grijpersystemen en vacuüm-opspansystemen.
Het bedrijf is wereldwijd marktleider op het gebied van vacuüm-opspantechniek en een van de leidende aanbieders van vacuüm-technologie in de automatiserings- en handlingtechniek. Schmalz heeft ca. 800 werknemers in dienst (in 2014). Het distributienet omvat 17 buitenlandse vennootschappen in Brazilië, China, Finland, Frankrijk, India, Italië, Japan, Canada, Korea, Nederland, Mexico, Polen, Rusland, Zwitserland, Spanje, Turkije en de VS.
Schmalz is gecertificeerd conform DIN ISO 9001 (kwaliteit) en DIN ISO 14001 (milieu) en voldoet aan het milieuauditsysteem EMAS.

## Geschiedenis
Johannes Schmalz richtte in 1910 de „Johannes Schmalz Rasierklingenfabrik“ in Glatten op. Het merk „Glattis“ was in heel Duitsland een begrip en met 600.000 verkochte scheermesjes per maand zeer succesvol.
Na de komst van het elektrische scheerapparaat moet het bedrijf een nieuwe weg inslaan. Met innovatieve ontwikkelingen op het gebied van lichte voertuigen blijft het bedrijf, dankzij Artur Schmalz, vanaf 1948 succesvol. Schmalz ontwikkelt aanhangwagens en rust verrijdbare trappen uit voor luchthavens en transportsystemen voor meubelfabrieken. Als Kurt Schmalz in 1984 het bedrijf overneemt, past het opnieuw zijn activiteiten aan en wordt specialist in vacuüm-technologie. In 1990 neemt Wolfgang Schmalz de leiding over. Samen hebben de broers ervoor gezorgd dat het familiebedrijf wereldwijd vooraan staat als aanbieder van vacuüm-technologie.
In 1998 wordt de eerste vestiging in Zwitserland geopend. Tegenwoordig heeft Schmalz een distributienet met wereldwijd 17 vestigingen. In 2008 wordt het productieoppervlak van het bedrijf met 10.170 m² uitgebreid.

## Producten
Vacuümtechniek van Schmalz wordt toegepast voor werkstukken die in het productieproces verplaatst, ergonomisch verantwoord getransporteerd of opgespannen moeten worden.
- Vacuümcomponenten. Vacuümcomponenten helpen uiteenlopende gebruikers en branches bij het uitvoeren van automatiserings- en handlingtaken. Het assortiment reikt van vacuümzuiggrijpers en vacuümgenerators tot elementen voor bevestigings en systeemcontrole.
- Vacuüm-grijpersystemen. Dankzij complexe vacuüm-grijpersystemen zijn productiviteitsstijgingen in automatiseringsprocessen mogelijk. De systemen reiken van lagen- en oppervlakgrijpersystemen tot aansluitklare zuigerspinnen, bestemd voor alle mogelijke toepassingen binnen de automatisering.
- Vacuüm-handlingsystemen. De ergonomische vacuüm-heftoestellen Jumbo en VacuMaster zijn ontwikkeld voor de handling van werkstukken en kraansystemen en zijn afgestemd op individuele toepassingen in bedrijven.
- Vacuüm-opspansystemen. Vacuüm-opspantechniek wordt toegepast bij CNC-bewerkingsmachines, ter bevordering van productiviteit en efficiency.

## Duurzaam ondernemen
Milieubescherming maakt bij Schmalz deel uit van de bedrijfsdoelen en hoort bij de dagelijkse gang van zaken. Het ecologische aspect vormt een belangrijk bestanddeel bij de productontwikkeling, de productieprocessen, de bedrijfsprocessen en op energiegebied. Er worden duurzame energiebronnen gebruikt, zoals zonne-energie, houtsnippers, wind- en waterenergie. Daardoor genereert Schmalz momenteel meer energie dan het bedrijf zelf nodig heeft. En daarvoor is het bedrijf al een aantal keer met prijzen onderscheiden.

## Onderscheidingen
- 2004 Zevende plaats bij de Duitse verkiezing van Beste werkgever van het jaar, toegekend door het Duitse economische tijdschrift “Capital”
- 2004 Plaats in de Bedrijven top 100, samengesteld door het „Great Place to Work Institute Europe“
- 2005 Winnaar van de Duitse prijs voor economische ethiek
- Regelmatig gecertificeerd conform DIN ISO 9001 (1994, 1997, 2001, 2003, 2006)

### Onderscheidingen voor milieubewust ondernemen
- 1999, Milieu-erkenning van de deelstaat Baden-Württemberg
- 2001 Milieuprijs 2000 voor industriebedrijven van de deelstaat Baden-Württemberg
- 2004 Milieuprijs van de BDI (Bundesverband der deutschen Industrie), in de categorie „Milieubewust management“
- 2004 Green Week-Award in de categorie „Management Award for Sustainable Development“ van de Europese Commissie
- 2004 Ecomanager 2004 in de categorie „Middenbedrijf“ van het economische tijdschrift “Capital” en de milieuorganisatie WWF Deutschland.
- 2007 European Solar Prize in de categorie „Eigentümer oder Betreiber von Anlagen zur Nutzung Erneuerbarer Energien“
- Regelmatig gecertificeerd conform DIN ISO 14001 en EMAS (1997, 2001, 2003, 2006)